# Duplicatus
Duplicatus est une variété (caractéristique accessoire) de certains nuages lorsqu'ils sont en bancs étendus, en nappes ou en couches superposés, faiblement séparés, voire partiellement soudés. Ce terme est surtout appliqués aux cirrus, cirrostratus, altocumulus et stratocumulus.

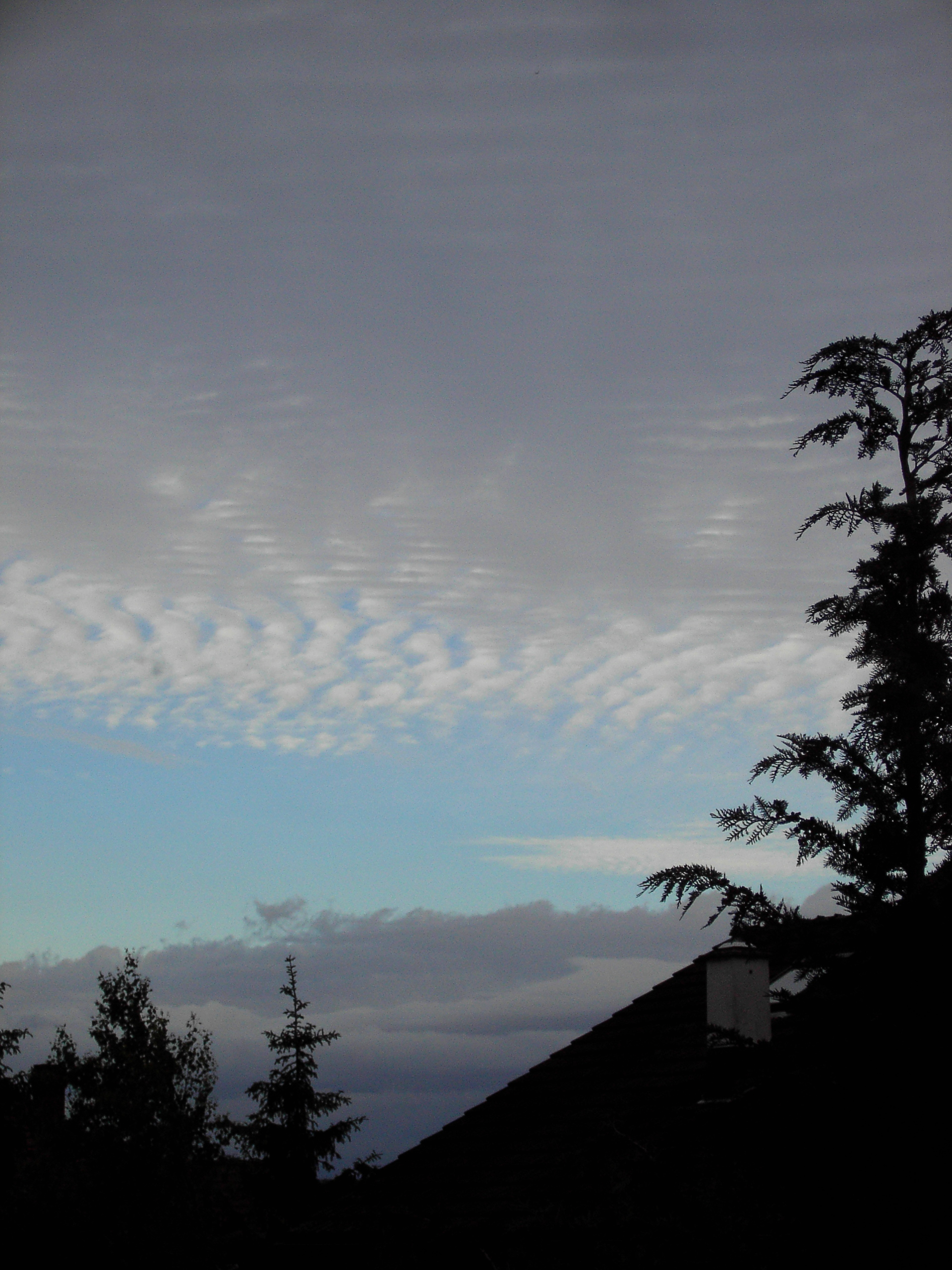
Altocumulus duplicatus undulatus
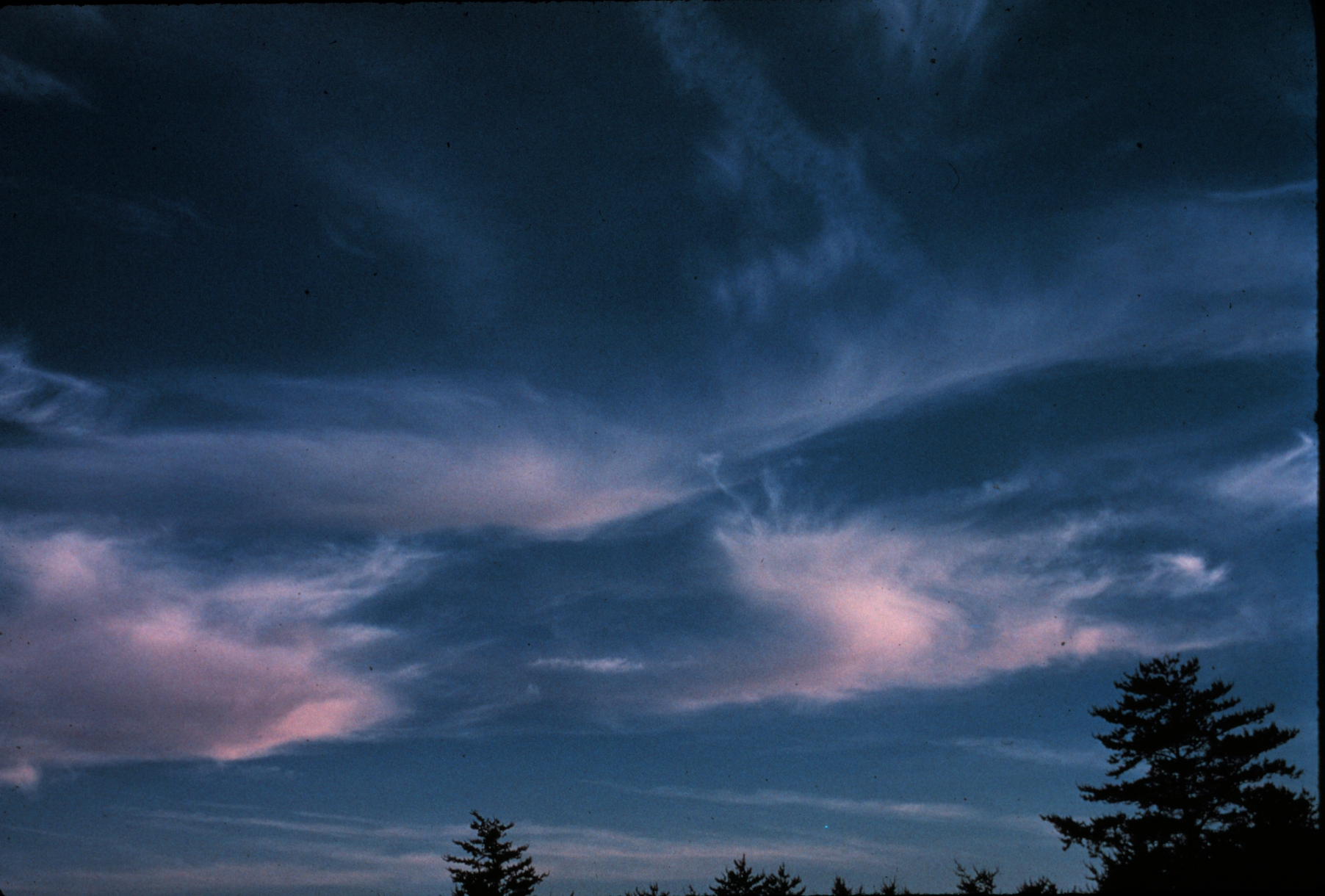
Cirrus duplicatus